# 炎亞綸拍攝未成年人性影像案
臺灣藝人耀樂（邱耀樂）在2023年臺灣＃MeToo運動中指控臺灣藝人炎亞綸（吳秉孺）2018年在兩人交往期間，出軌、偷拍男男性行為影片、並將影片外流。由於耀樂當時未滿十八歲，炎亞綸拍攝影片及傳播行為涉嫌違反中華民國法律《兒童及少年性剝削防制條例》，耀樂同時提及他有聽聞炎亞綸事後還以黑道勢力相威脅，是故此事件引起臺灣士林地方檢察署分案調查及社會反應。最終，臺灣士林地方法院考量炎亞綸與耀樂已達成和解，依《兒童及少年性剝削防制條例》、《個人資料保護法》等罪，就不得易科罰金部分判刑4月，另得易科罰金部分判刑7月、緩刑3年。

## 基本背景
中華民國衛生福利部2022年性騷擾申訴統計，2021年至2017年的案件成長近2.6倍，其中有75%的經調查後成立。衛生福利部保護司司長張秀鴛表示，性騷擾以「肢體騷擾」約佔51%，其次是「傳送色情圖片或偷窺偷拍」佔26%，「言語騷擾」佔14%。再加上網路匿名性、即時性及快速傳播等特性，利用傳送色情圖片或偷窺偷拍的性騷擾類型，從16％上升至34％。
2023年性騷擾事件申訴共有2086件，其中1515件經調查後成立，最終裁罰件數共489件。被害人女性占1414件；男性有101件。年齡以18至未滿30歲有734件，未滿18歲共213件；職業為學生463件，服務業382件。被害人與加害人關係以陌生人共1000件（占66%），其次是朋友92件、網友79件。
同年，臺灣再度形成#MeToo運動，在Facebook上出現多個名稱開頭為Risu社團被揭發利用縮網址服務和限時動態短片躲避網站審查的方式，持續散播來路不明的私密性影像。加害人會先將影像儲存在網路硬碟或LINE群組，再利用縮網址服務張貼在社團中，或是直接透過Risu網址分享私密性影像，由於Facebook無法審查外部網站，因此無法即時撤下。6月6日Meta Platforms發出聲明，對於違反成人性剝削政策採取零容忍態度，後續會與「衛生福利部Ｘ數位／網路性別暴力被害人保護服務計畫」及「iWIN網路內容防護機構」密切合作。

## 案情
耀樂在2018年9月中秋節前夕稱收到私訊，與炎亞綸的男男性行為影片外流于互聯網。他隨即刪除所有過往Instagram內容，將藝名「冥樣」改回本名「耀樂」。事後休學3年，2021年重回南強工商就讀。

### 指控經過
耀樂於2023年6月20日在Instagram發出限時動態，指控炎亞綸在其16歲于後者天母住宅就寢時，强制與他進行未合意性交，並錄製私密影片外流，同時懷疑此爲主動外流。炎亞綸則對此發表聲明否認主動外流影片，懷疑是修手機時意外外流。隔日，耀樂召開記者會，因炎亞綸未事先告知即到記者會上，向耀樂發表道歉聲明。臺灣士林地方檢察署認為該事件涉嫌違反《兒童及少年性剝削防制條例》，已主動分案偵辦，由婦幼專組檢察官指揮台北市政府警察局婦幼警察隊持續蒐集相關事證。耀樂於同月24日在Instagram發出限時動態，表示已到案配合調查，一切靜待司法調查結果。

### 司法調查
炎亞綸在2023年7月3日與律師陳達德、鍾維翰陪同下，搭乘警方偵防車前往台北市政府警察局婦幼警察隊應訊，筆錄長達3個小時。婦幼警察隊持臺灣士林地方法院於6月30日核發的搜索票同步執行，警方前往炎亞綸在八德路二段工作室與福華路住家先後進行搜索，並查扣平板電腦、筆記型電腦及手機等3C物品。最後赴士林地檢署複訊約90分鐘後，檢察官認為炎亞綸涉犯《兒少性剝削防制條例》諭令新台幣50萬元交保候傳，並且檢方已在6月26日限制出境。炎亞綸受訪表示：「現在最重要還是全力配合司法調查，有一些事情我也會努力捍衛我自己的清白。我不會在這邊透露任何我自己的情緒，因為這個不重要。」

#### 檢方搜索行動
臺北市政府警察局婦幼警察隊在7月3日進行搜索行動時，因炎亞綸搭乘偵防車應訊，而被質疑使用特權躲避媒體。臺北市政府警察局婦幼隊偵防組長蘇文紹表示，炎姓藝人到本隊接受訊問的情節，並無使用特權，是奉檢察官指示，合法通知炎亞綸到本隊作案情說明，後續因為有相關的偵查作為需要進行，因此炎亞綸到達及離開時，都會使用偵防車接送，並沒有提供特權給他。炎亞綸也表示，希望媒體不要苛責檢警人員，他們是依規定偵辦，才低調保密；也希望檢警單位不要苛責基層，整個偵辦過程都有落實偵查不公開的規定。臺灣士林地方檢察署表示，未指示婦幼隊要以偵防車接送及公開炎亞綸偵辦進度，要釐清婦幼隊有無違反偵查不公開相關責任。

#### 檢方傳喚被害人
臺灣士林地方檢察署於7月31日為了釐清該案情，傳喚耀樂到庭說明，以全白穿搭在律師陪同下現身。檢方表示，檢察官今日安排開庭，通知告訴人到案說明，並未對外說明偵查作為。

#### 檢方提起公訴
臺灣士林地方檢察署襄閱主任檢察官張志明在2023年11月8日表示，依違反《兒童及少年性剝削防制條例》的製造少年為性交行為電子訊號、意圖散布而持有性影像影片2罪提起公訴。至於炎亞綸被指控妨害性自主部分，檢察官認罪證不足，依法不起訴處分。起訴書指出炎亞綸於2017年間透過通訊軟體Facebook Messenger認識耀樂進而交往，明知當時少年未成年，仍於住處持手機拍攝與少年的私密片。檢察官勘驗影片，認為未違反意願性交，並在查扣炎亞綸手機拿去做數位鑑識，發現在2019年、2020年間兩度利用通訊軟體LINE將性影像傳給2名真實姓名不詳的網友觀看，但未散布供多數人瀏覽。倆人分手後3個月，耀樂在網路上發現性影像被散佈，因而質問炎亞綸。炎亞綸堅決否認違反耀樂意願拍攝性愛影片，並表示當時是為了助興才拿手機拍，對方沒有出言制止，也不知道影片為何會外流，事後還因此請朋友下架影片，並資助耀樂後續律師費用。
炎亞綸在同日於Facebook粉絲專頁發出聲明稿，文中感謝檢察官在不起訴書中，證明炎亞綸和耀樂在交往期間與分手後，從未對其有過強制性交與黑道恐嚇之行為。並針對與耀樂間的紛擾，列出7點回應。此外，炎亞綸表示近5年仍與耀樂保持聯繫，至今不能理解對方提告動機。炎亞綸最後強調，絕對不想也不會仗著自己公眾人物的身分而去擾亂社會的秩序，眼前要做的除了面對起訴的部分，重要的是盡全力把自己的生活過好，不讓家人朋友擔心。該聲明稿的署名，也將本名「吳庚霖」改為「吳秉孺」。

#### 被害人聲請再議
耀樂於2023年11月8日Instagram發出聲明稿，抨擊炎亞綸身為公眾人物仍然不正視自己的過錯，並試圖將犯罪行為美化成感情糾紛，甚至多次對外發布聲明混淆大眾視聽。當年確實不懂得如何保護自己，將與律師討論後提出再議。臺灣高等檢察署於同年12月7日審查後，認為檢察官調查完備，耀樂聲請再議無理由，駁回再議。

### 開庭審理
臺灣士林地方檢察署排定2023年12月21日上午首度開庭，並傳喚炎亞綸出庭應訊。該案涉及兒少案件，採取不公開審理。開庭當日，先到庭的耀樂與稍晚到庭的炎亞綸，法官先安排雙方調解，但耀樂不願與炎亞綸面對面，因此調解室僅有耀樂與炎亞綸律師協調和解細節約30分鐘；結束後進入法庭，庭訊約30分鐘結束。開庭分處不同法庭，採隔離方式訊問兩人；耀樂被安排到另一間房間遠端出庭，全程變音發言。炎亞綸開庭後表示，就是盡最大努力和誠意和解；耀樂則表示，尊重司法的結果。
同日，耀樂在Instagram網路直播，否認提出新台幣1200萬元和解金，強調在達成和解前是不對外放話，因此沒有多做解釋。耀樂則表示，和解條件是要求炎亞綸向任一家兒少公益基金會捐贈新台幣700萬元。根據《中時新聞網》記者詢問，炎亞綸經紀人表示，案件還在進行中，細節不方便多說，但往和解方向去努力，讓事情盡快落幕。
炎亞綸以2024年1月份接獲出國工作為由聲請解除限制，並表示該案已由法院審理中，而炎亞綸無其他國籍，現有的不動產都在臺灣；雖然工作常有出境之必要，但也會在完成後即刻返台。臺灣士林地方檢察署考量炎亞綸涉兒少性剝削罪的嫌疑重大，於2024年1月3日裁定駁回聲請，可抗告。
第二次開庭是在1月29日，炎亞綸穿著黃色帽T，趕在開庭前兩分鐘才快閃衝進法院，並未受訪，而耀樂則是沒有出席。
士林地方法院考量境管期限將屆滿，裁定炎亞綸可於2月23日前具保新臺幣150萬元，准予解除限制出境、出海炎亞綸於同月17日帶著現金前往辦保，手續於下午完成
第三次開庭是在3月11日，傳喚炎亞綸及留存影片的陳姓被告，並與耀樂試行調解。炎亞綸戴著黑色口罩穿著輕便受訪指出，雙方以最大的誠意達成和解，金額不便透露；被害人則表示，希望事情盡快落幕。
第四次開庭是在5月9日，全案辯論終結。
士林地方法院於同月30日宣判，以拍攝少年性交行為電子訊號罪、個資法等三项罪名，其中傳送有少年臉部特徵性影像給網友、非法利用個資，判刑四月，不得易科罰金；炎亞綸涉拍攝少年為性交行為之電子訊號罪，處有期徒刑六個月，可易科罰金，又犯非公務機關非法利用個人資料罪，處有期徒刑二月，可易科罰金。應執行有期徒刑7月，可易科罰金新台幣1000元折算一日，均緩刑3年，期間付保護管束。前提是，炎亞綸得屢行調解條件、向觀護人報到，否則檢察官可聲請撤銷緩刑；若撤銷緩刑，則執行不得易科罰金部分的4月徒刑。惟案件仍可上訴。宣判后，炎亞綸所屬的经纪公司公开回应，感謝在司法程序中，檢察官審閱我方提出之事證，確認炎亞綸並無強制性交、偷拍、散佈影片與恐嚇乙事，而於審理中法官對於合意拍攝影像等事實，亦瞭解炎亞綸是因不熟悉法律，且積極與告訴人和解，最終給予緩刑處分。炎亞綸對於未來規劃表示，將遵守先前聲明承諾，持續透過自身影響力貢獻社會。
炎亞綸及耀樂於同年7月2日上訴期限前，均未提起上訴，因此炎亞綸獲判緩刑確定。

## 反應
臺東縣政府宣布當年度「台灣國際熱氣球嘉年華」取消炎亞綸在閉幕音樂會的壓軸演出，國際青年商會中華民國總會公告撤銷其2022年中華民國十大傑出青年之當選資格。外送平台Uber Eats表示，炎亞綸因該事件形象受到影響，暫停與該藝人的廣告活動。
政治類談話性節目《哈囉！你給問嗎？》原定炎亞綸和陳子見共同主持，但在事發後公共電視台發出聲明表示，公視與炎亞綸近期的合作，僅在樣帶階段，先中止炎亞綸合作關係。該節目在2023年10月7日舉行首次棚內採訪記者會上，陳子見被問及是否接棒炎亞綸表示，我沒辦法幫大家證實。
炎亞綸與劉家凱合作的數位單曲〈活著沒什麼大不了〉在各大數位音樂平台上架，受該事件影響歌曲紛紛從數位平台下架，已於6月16日公布的音樂錄影帶也一同撤下。劉家凱在10月11日個人專輯《太棒了！我一無是處的人生》的媒體見面會上表示，雖然該單曲改由劉家凱獨唱的新版本，不過劉家凱強調會延續炎亞綸的精神，在劉家凱的心目中，炎亞綸就是個大無畏、勇敢說出自己想說的話的人。劉家凱也表示，我有問候他，但也不想太打擾他，他都有來看我的限時動態，我都會發現他有來看，我覺得這個可能是我們默默支持的方式。
炎亞綸合夥開設的飲料店茶明載波於6月21日傳出經營糾紛，其中一名已退出的合夥人出面指控炎亞綸的情緒管理很差，而決定公開內幕。該合夥人自認相當委屈，認為炎亞綸也欠他一句道歉。同年兩間飲料分店先後結束營業，官方於11月30日證實將暫時說再見，隨後炎亞綸也立刻轉發。根據《鏡週刊》2024年9月24日報導，雖然炎亞綸挺過該案，但炎亞綸卻害慘合夥人們，還得靠股東之一的電商人妻處理善後事宜。
中華民國立法委員陳以信指出，臺南市市長黃偉哲的祝賀畢業生影片裡有炎亞綸的祝福影片。臺南市政府發言人田玲瑚表示，臺南市教育局已要求各校全面停止播出其片段，網站也全面下架。另外，臺灣棒球隊中信兄弟公告表示因避免賽事失焦在許展瑞對該事件的留言內容，而取消隔日許展榮、許展瑞擔任臺中洲際棒球場開球嘉賓。
高雄啤酒音樂節在同月22日取消炎亞綸的部分演出，主辦單位表示收到台灣索尼音樂娛樂來信，認為炎亞綸需要暫時休息一陣子，並商請動力火車延長同場表演時間。最終音樂節當天，動力火車加長演出時間，並在受訪時表示，也沒什麼特別不好的地方，我們本來就有很多歌。
實境節目《嗨！營業中》在6月23日第二季第六集播映前發出聲明，因先前錄影製作完成將於原訂時間播出，後續已錄製未播出之內容，則會再做研議。隔日，節目公布的第七集預告照片中，節目成員合照中的炎亞綸只剩側面或是背面。7月4日在YouTube上架的第七集預告影片中，炎亞綸的正面特寫全部消失。好看娛樂在7月6日表示，節目最後4次錄影不會出現炎亞綸，先前預錄的存檔會播出。據《鏡週刊》12月5日報導，《嗨！營業中》第三季中炎亞綸不會擔任固定班底。因製作單位擔心該事件會導致平台不買單，即使團隊都希望炎亞綸能回歸，但仍需考量觀眾感受。但好看娛樂副總經理王貞妮表示，近日會公布正確的節目名單。同月22日，第三季記者會上由藝人吳映潔表示，炎亞綸要先處理他的事情，希望大家都祝福他順利處理好，我們都很想他。並回應採訪記者問題，還有幫炎亞綸過生日，他不需要任何禮物只需要陪伴。
服飾品牌ONE BOY在6月15日公佈炎亞綸代言的形象片，但因該案件影片被下架，最終在同月29日公布改為王心凌和古斌擔任代言人。
KKBOX風雲榜原訂6月26日於三創生活園區舉行第18屆頒獎典禮記者會，炎亞綸將以特別嘉賓身分出席，因該事件宣布延期。記者會延期到7月5日，並改由韋禮安擔任特別嘉賓。最終，KKBOX風雲榜主持人於7月24日公告為黃偉晉擔任，也是表演嘉賓五堅情的成員之一。
臺灣科幻電視劇《Q18量子預言》參演的宥勝和炎亞綸分別被指控性騷擾多名女子及該事件，對於兩位演員在影集中的戲份安排備受關注。劇組在7月4日宣布，因電視劇特效很多仍努力後製中，所以會因應情況調整，2023年確定不會上檔。
演員高宇蓁在8月4日於自創品牌J.KAO的5週年慶生派對上表示，雖已代言人炎亞綸簽署終止合約，但與炎亞綸談妥的合作協議，尚未對品牌有影響。並且高宇蓁表示未向炎亞綸要求賠償，認為該事件對品牌沒影響，也不願落井下石。
李玉璽在6月1日在父親李亞明陪同下，參加晴空鳥工作室簽約記者會。而在事件爆發後的8月7日時，李亞明於出席酒商活動表示不後悔讓兒子加入炎亞綸的工作室，自從李玉璽離開自家公司後父子關係反而變好，並期望事業不受經紀公司影響。李玉璽在晴空鳥工作室有見到面，並表示炎亞綸狀態很好。
第58屆金鐘獎在9月14日公布入圍名單，節目類評審委員會主任委員李景白對炎亞綸未入圍表示，在討論過程中確實有聊到MeToo事件，不過所有評審都是依照自己的專業去判斷，沒有被任何事件影響。戲劇類評審委員會主任委員唐美雲則表示，雖然過程沒針對討論，但投票發現評委們很有默契做這樣的選擇。並強調演員表現內容才是重點，而在男、女主角和大獎都是比較有討論的部分。中華民國文化部常務次長徐宜君也補充說明，沒有討論這些事情，4月30日就截止報名，5、6月就進行評選，前一週才討論出入圍名單。
日本週刊《FRIDAY》在10月1日的约翰尼·喜多川性虐待丑闻系列報導中，出現大標題「不只有傑尼斯…臺灣一線演員『涉嫌對16歲少年性侵及偷拍』驚悚內幕起底」（日语：ジャニーズだけじゃない…台湾のトップ俳優「16歳少年への性的暴行と盗撮疑惑」戦慄の素顔画像）。內文強調日本並非是性侵害成為社會問題的國家，以及詳列臺灣媒體對該事件的相關內容。
電視劇集《我願意》在10月12日舉辦金鐘入圍餐敘，炎亞綸未現身。同劇演員楊大正表示，自己觀點是家家有本難念的經，都是祝福，希望大家往更好的方向前進。吳奕蓉則表示，這一次拍戲才認識他，沒有到很熟，我覺得我跟他互動沒有那麼多，他自己有糕餅類的品牌，他還會記得我說要送我，我感覺他很良善，所以就是祝福，我們不知道事情始末，我們還是相信人的良善，人做錯會後悔，相信我們在更好的路上。最終，楊大正獲得金鐘獎戲劇節目男配角獎，並在頒獎典禮的記者會上承諾會用獎金邀請劇組聚餐，媒體記者詢問是否邀請炎亞綸，楊大正笑稱都會邀請。
真人實境電影《選擇遊戲》的製片公司在2023年發布1分45秒的預告片段，但主角炎亞綸受該事件影響，新聞媒體香港01認為會影響該電影的上映日期。臺灣科幻電視劇《Q18量子預言》在2024年8月15日舉辦首映會，當天電視台門外停一台轎車掛紅底白字的布條，寫著「炎亞綸欠錢還錢」。對此，經紀公司晴空鳥回應，炎亞綸於2015年，在當時的華研國際音樂安排拍攝《選擇遊戲》，近十年一直未上映，直到2024年3月，陸續收到表明是幫派的人員，說是要代替香港電影公司來索取賠償整部電影的製作費用。
藝人曾國城在2023年12月8日《女王大人》耶誕餐敘上表示，本來有想用兩集預算找炎亞綸上公視《一字千金》過年特別節目，為此還特地量身訂做內容，但因為官司尚未出來不方便邀約，只能換成藝人唐從聖拍攝節目。當曾國城得知臺灣高等檢察署駁回該案再議後，表示：「乾一杯恭喜！」並透露炎亞綸目前很好，仍然是會讓人感到眼睛發亮的好狀態。

## 影響
馬來西亞籍音樂人陳信延在2018年9月28日於Twitter下載耀樂之未成年性影像，並於2020年9月28日使用WhatsApp傳給炎亞綸觀看後，仍持續持有該段影片。直到2023年8月17日警方持搜索票登門執行搜索仍存著，手機、筆電當場遭扣。檢察官根據2023年修正的《兒童及少年性剝削防制條例》第39條第1項，以無故持有少年性影像的罪名，與炎亞綸同案列為被告人提起公訴。雖然陳信延有向耀樂表達歉意，但後來又翻供否認犯行。
士林地方法院於2024年5月30日宣判，依個資法非公務機關非法利用個人資料罪，判處4個月有期徒刑，可易科罰金新台幣12萬元，不予緩刑宣告，可上訴。陳信延是馬來西亞人，犯罪受有期徒刑以上刑之宣告，惟考量已領有外僑永久居留證，無其他刑事犯罪前科，在臺灣有正當工作等，認無諭知刑之執行完畢或赦免後驅逐出境之必要。
士林地檢署審酌卷證內容，認為一審判決對無故持有該案性影像的陳男量刑過輕，因此依法於同年7月2日上訴期限前提起上訴，該部分將由臺灣高等法院審理。
二審過程中，陳信延改口認罪並以新台幣60萬元和解，最終改判易科罰金刑3月，緩刑2年，緩刑期間付保護管束及8小時法治教育課程。

## 後續
炎亞綸於2024年7月24日在Threads上發文，談起前兩任戀愛對象的交往經歷。面對網友提問，炎亞綸也逐一回應解答。其中，炎亞綸回應耀樂離開臺灣的事件表示，我有什麼能力可以逼任何人，這劇本真的寫超級爛。並對部分惡意批評、不實指控揚言提告。

### 扣押物品
該案判決確定後，炎亞綸向士林地方法院聲請發還其餘被檢方搜索扣押的電腦等個人物品。士林地方法院於2024年8月20日裁定該案件判決確定，已無權責發還，應向臺灣士林地方檢察署執行科檢察官辦理，裁定駁回聲請，可抗告。

### 提告加重誹謗罪
炎亞綸收集在2024年4月至7月間，在Facebook、Instagram、Threads上的14名臺灣人對該案的評論文章，認為已損害個人名譽，提告加重誹謗罪。臺灣士林地方檢察署在2025年1月17日認為，該案最初炎亞綸被指控內容確實包括偷拍等罪名，只是發生地點在中國大陸，而且影片中並未看見炎亞綸，無證據顯示炎亞綸涉及性侵，因此予以不起訴處分。至於散布未成年性影像部分，炎亞綸一開始否認犯行，但在偵查審理中，炎亞綸坦承發送影片。因此所舉證出的發言是基於已公開資訊，並非完全出於憑空捏造，屬於可受公評之事，未逾越合理評論範圍。依罪嫌不足，給予不起訴處分。

### 參加台南跨年活動表演
2024年12月31日，炎亞綸藉著驚喜合體名義，與自己所創立的工作室（晴空鳥）旗下藝人蔡黃汝，在官方未事前公布狀態下，登上2025台南好Young跨年晚會表演活動，是案發後首次公開露面的大型演唱會活動。